# Fuller Heights
Fuller Heights är en ort (CDP) i Polk County, i delstaten Florida, USA. Enligt United States Census Bureau har orten en folkmängd på 8 758 invånare (2010) och en landarea på 12,6 km².